# Aulo Licinio Archia
Aulo Licinio Archia (in latino Aulus Licinĭus Archĭas; Antiochia di Siria, 118 a.C. – Roma, 62 a.C.?) è stato un poeta greco antico.

## Biografia
Partì dalla città natale all'età di 15 anni per visitare le città ellenistiche del mediterraneo orientale, nelle quali partecipava ad esibizioni poetiche. Nelle varie città godette dell'ospitalità dei personaggi più influenti per i quali componeva poesie encomiastiche. Prima di stabilirsi definitivamente a Roma transitò anche per diverse città della Magna Grecia tra le quali Heraclea, in Lucania, dalla quale fu premiato per la sua attività poetica con la cittadinanza onoraria.
Negli anni 87-86 a.C. affiancò il generale Lucullo con il filosofo Antioco di Ascalona nella campagna militare per fronteggiare Mitridate, con il compito di scrivere appunto su tale guerra.
In seguito alla promulgazione della lex Plautia Papiria, assunse anche la cittadinanza romana, benché risiedesse già da tempo nell'Urbe. Tuttavia, nel 62 a.C. fu accusato di avere acquisito illecitamente la cittadinanza e nel processo intentatogli fu difeso con successo dal suo vecchio discepolo Cicerone con la famosa orazione Pro Archia Poeta, in cui l'oratore difende sia il suo assistito che il concetto di arte e di humanitas. Il processo nacque, probabilmente, come tentativo di Pompeo di colpire Lucio Lucullo, suo avversario politico e patrono di Archia.
Nonostante una decisa verosimiglianza della sua colpevolezza, fu scagionato grazie all'abilità della difesa ciceroniana (nella quale il retore preferisce insistere sulle qualità di poeta del suo assistito, sorvolando sui pesanti indizi a suo carico). Dopo il processo, Archia rimase a Roma, in ottimi contatti con l'Arpinate, che gli chiese più volte, in segno di gratitudine, di scrivere un poema De consulatu suo sulla cruciale scoperta ed eliminazione della congiura di Catilina. Non avendo ottenuto quanto richiesto, Cicerone stesso provvide a comporre un poema epico.
Sembra che Archia sia morto poco dopo il processo, comunque, in quanto dopo il 62 non abbiamo più notizie di lui.

## Opere
Archia iniziò la propria carriera poetica nel solco del poema epico-storico di ispirazione enniana e, più in generale, ellenistica, componendo un De bello Cimbrico per la vittoria di Mario contro i Cimbri ed un De bello Mithridatico sulla sconfitta di Mitridate da parte di Lucullo, suo patrono. Di questi poemi, ricordati da Cicerone, non resta nulla se non il titolo.
Della sua attività poetica restano 25 epigrammi - oltre ad altri 3 di incerta attribuzione -, raccolti da Filippo di Tessalonica nella sua Corona e che dimostrano, in realtà, come le lodi tributategli da Cicerone erano frutto di amplificatio retorica difensiva: si tratta, infatti, di sviluppo di argomenti tradizionali, svolti, per di più, in uno stile freddo e piuttosto asiano.